# Супербоул
Супербоул (англ. Super Bowl) — в американском футболе название финальной игры за звание чемпиона Национальной футбольной лиги (НФЛ) Соединенных Штатов Америки. Игра и сопутствующее ей празднование на протяжении многих лет Super Bowl Sunday (воскресенье Супербоула) де-факто стали национальным праздником в США.
Первая игра была сыграна 15 января 1967 года в рамках чемпионата AFL-NFL (Американская футбольная лига — Национальная футбольная лига). В ней за звание чемпиона мирового профессионального американского футбола встречались победитель чемпионата НФЛ и чемпион молодой конкурирующей Американской футбольной лиги (АФЛ). После окончательного слияния двух лиг в 1970 году Супербоул стал игрой за звание чемпиона НФЛ. С тех пор игра проходила ежегодно в воскресенье сразу по окончании стадии плей-офф. Изначально это была середина января, затем игра проходила во второй половине января, затем в первое воскресенье февраля и из-за того, что НФЛ в 2021 увеличило количество недель регулярного сезона, с 2022 года Супербоул проходит во второе воскресенье февраля.
Для обозначения игр Супербоула используют порядковый номер, записанный римскими цифрами, а не год, в котором он проходил. Сезон в НФЛ начинается в одном календарном году, а заканчивается в следующем, поэтому использование номера года вызывает некоторое неудобство. Например, «Тампа Бэй Баккэнирс» — победитель Супербоула XXXVII — чемпион сезона НФЛ 2002 года, хотя игра за звание чемпиона проходила в январе 2003 года.
Супербоул, как правило, самое популярное телевизионное событие года в США, заставляющее множество компаний тратить миллионы долларов на рекламу во время матча. Коммерческие компании регулярно разрабатывают свои самые дорогие рекламные объявления для этой трансляции. В результате просмотр и обсуждение рекламных роликов стало важным аспектом мероприятия. Также начало игры сдвигалось все позже и позже, чтобы захватить воскресный вечерний прайм-тайм на восточном побережье США. Игра закончилась до захода солнца последний раз в январе 1977 года, это был Супербоул XI.
Как правило, перед началом каждого матча обязательно исполняется гимн США. Перед началом игры и во время церемоний в перерыве между второй и третьей четвертями выступают популярные певцы и музыканты; между первой и второй половиной игры, во время большого перерыва, традиционно проходит шоу с участием звезд рок- и поп-музыки.
День игры — второй после Дня благодарения по количеству еды, потребляемой в США.

## История
Супербоул появился в результате слияния Национальной футбольной лиги с конкурирующей Американской футбольной лигой. После создания в 1920 году НФЛ боролась с несколькими конкурирующими лигами, пока в 1960 году не начались игры АФЛ. Серьёзные войны за игроков и фанатов привели к серии переговоров между двумя лигами об объединении в 1966 году. Слияние было объявлено 8 июня 1966 года.
Одним из условий слияния АФЛ и НФЛ была игра между чемпионами лиг за право именоваться мировым чемпионом. По словам Президента «NFL Films» Стива Сабола, спортивный комиссар НФЛ Пит Розел хотел назвать игру «The Big One» («Номер один»). Во время дискуссии основатель АФЛ и владелец «Канзас-Сити Чифс» Ламар Хант в шутку предложил назвать чемпиона двух лиг «Super Bowl». Хант придумал это название после того, как увидел, что его дочь играет с игрушкой под названием Super Ball. Этот мяч сейчас экспонируется в зале славы профессионального американского футбола в Кантоне, штат Огайо. Название согласовывалось и с послесезонными играми в колледжах, которые назывались «bowl games». Название пошло от Rose Bowl Game, которые проводились на стадионах в виде вогнутой чаши (Bowl). Хант полагал, что это будет временное название, до тех пор, пока не будет найдено более подходящее. Так появилось название состязания за звание чемпиона АФЛ и НФЛ. 14 мая 1968 года было торжественно и официально представлено имя для третьей игры АФЛ-НФЛ. Чемпионат назывался Супербоул III, а две предыдущие игры названы Супербоул I и II.
Команда победителей получает Кубок Винса Ломбарди (Vince Lombardy Trophy), назван в честь тренера команды «Грин-Бей Пэкерс», которая победила на двух первых играх Супербоул. Впервые Кубком Винса Ломбарди была награждена команда «Балтимор Колтс» за победу в Супербоул V в Майами.
«Питтсбург Стилерз» и «Нью-Ингленд Пэтриотс» выиграли 6 Супербоулов, что является наибольшим количеством побед среди всех команд; «Даллас Ковбойз» и «Сан-Франциско Форти Найнерс» одержали по 5 побед; а команды «Грин-Бей Пэкерс» и «Нью-Йорк Джайентс» выиграли по 4 игры. 13 команд НФЛ насчитывают хотя бы по одной победе, и ещё 10 команд ни разу не одержали победы в Супербоул. «Баффало Биллс» были первой командой, которая провела 4 игры подряд без единого выигрыша. Четыре команды («Кливленд Браунс», «Детройт Лайонс», «Джэксонвилл Джагуарс», и «Хьюстон Тексанс») ещё ни разу не попадали в Супербоул.
До 2021 года ни одна команда не проводила Супербоул на домашнем стадионе. В 2021 году Супербоул LV прошел на стадионе Реймонд Джеймс Стадиум (Raymond James Stadium), домашнем стадионе команды Тампа-Бэй Бакканирс, которая приняла участие в этой игре как победитель конференции NFC. Трижды клубы НФЛ играли финал в пределах своей городской агломерации — дважды удачно («Сан-Франциско» на «Стэнфорд-стадиум» и «Л. А. Рэйдерз» на «Роуз Боул») и один раз неудачно («Л. А. Рэмз» на «Роуз Боул»).
Команды из одного города в Супербоуле ни разу не встречались. Дважды встречались клубы из одного штата, оба раза победу праздновали представители NFC: Джайнтс — Баффало и Сан-Франциско — Сан-Диего.

## Популярность
Супербоул часто был самой популярной американской телевизионной трансляцией года; семь самых популярных передач в истории телевидения США — Супербоул. В 2015 году Super Bowl XLIX стал самой популярной американской телевизионной программой в истории со средней аудиторией в 114,4 миллиона зрителей. Это был пятый раз за шесть лет, когда игра установила рекорд, начиная с Super Bowl XLIV. Супербоул также является одним из самых популярных спортивных событий в мире, почти все зрители которого являются североамериканцами, и занимает второе место после финала Лиги чемпионов УЕФА, как самое популярное ежегодное спортивное событие в мире.

## Места проведения

### Города и регионы
— города

| город / регион                      | кол-во | годы                                                             |
| ----------------------------------- | ------ | ---------------------------------------------------------------- |
| Агломерация Южной Флориды           | 11     | 1968, 1969, 1971, 1976, 1979, 1989, 1995, 1999, 2007, 2010, 2020 |
| Новый Орлеан                        | 10     | 1970, 1972, 1975, 1978, 1981, 1986, 1990, 1997, 2002, 2013, 2025 |
| метрополитенский район Лос-Анджелес | 8      | 1967, 1973, 1977, 1980, 1983, 1987, 1993, 2022                   |
| Тампа                               | 5      | 1984, 1991, 2001, 2009, 2021                                     |
| Агломерация Финикса                 | 4      | 1996, 2008, 2015, 2023                                           |
| Сан-Диего                           | 3      | 1988, 1998, 2003                                                 |
| Хьюстон                             | 3      | 1974, 2004, 2017                                                 |
| Атланта                             | 3      | 1994, 2000, 2019                                                 |
| Большой Детройт                     | 2      | 1982, 2006                                                       |
| Область залива Сан-Франциско        | 2      | 1985, 2016                                                       |
| Миннеаполис                         | 2      | 1992, 2018                                                       |
| Джэксонвилл                         | 1      | 2005                                                             |
| Даллас — Форт-Уорт                  | 1      | 2011                                                             |
| Индианаполис                        | 1      | 2012                                                             |
| Нью-Йоркская агломерация            | 1      | 2014                                                             |
| Лас-Вегас, Невада                   | 1      | 2024                                                             |

* стадионы, на которых запланированы следующие Супербоулы

### Стадионы
В сумме 22 стадиона принимали или собираются принять Супербоул.
| Стадион                                           | Расположение                   | Игр | Годы                                           |
| ------------------------------------------------- | ------------------------------ | --- | ---------------------------------------------- |
| Мерседес-Бенц Супердоум                           | Новый Орлеан, штат Луизиана    | 7   | 1978, 1981, 1986, 1990, 1997, 2002, 2013, 2025 |
| Хард Рок-стэдиум                                  | Майами Гарденс, штат Флорида   | 6   | 1989, 1995, 1999, 2007, 2010, 2020             |
| Майами Оранж Боул                                 | Майами, штат Флорида           | 5   | 1968, 1969, 1971, 1976, 1979                   |
| Роуз Боул                                         | Пасадина, штат Калифорния      | 5   | 1977, 1980, 1983, 1987, 1993                   |
| Тулэйн Стэдиум                                    | Новый Орлеан, штат Луизиана    | 3   | 1970, 1972, 1975                               |
| Куалкомм стэдиум                                  | Сан-Диего, штат Калифорния     | 3   | 1988, 1998, 2003                               |
| Лос-Анджелес Мемориал Колисеум                    | Лос-Анджелес, штат Калифорния  | 2   | 1967, 1973                                     |
| Тампа Стэдиум                                     | Тампа, штат Флорида            | 2   | 1984, 1991                                     |
| Джорджия Доум                                     | Атланта, штат Джорджия         | 2   | 1994, 2000                                     |
| Рэймонд Джеймс Стэдиум                            | Тампа, штат Флорида            | 2   | 2001, 2009                                     |
| Стадион университета Финикса / State Farm Stadium | Глендейл, штат Аризона         | 3   | 2008, 2015, 2023                               |
| NRG-стэдиум                                       | Хьюстон, штат Техас            | 2   | 2004, 2017                                     |
| Райс Стэдиум                                      | Хьюстон, штат Техас            | 1   | 1974                                           |
| Понтиак Сильвердом                                | Понтиак, штат Мичиган          | 1   | 1982                                           |
| Стэнфорд Стэдиум†                                 | Станфорд, штат Калифорния      | 1   | 1985                                           |
| Хьюберт Х. Хамфри Метродоум‡                      | Миннеаполис, штат Миннесота    | 1   | 1992                                           |
| Сан Девил Стэдиум                                 | Темпе, штат Аризона            | 1   | 1996                                           |
| ЭверБанк Филд                                     | Джэксонвилл, штат Флорида      | 1   | 2005                                           |
| Форд-филд                                         | Детройт, штат Мичиган          | 1   | 2006                                           |
| AT&T-стэдиум                                      | Арлингтон, штат Техас          | 1   | 2011                                           |
| Лукас Ойл Стэдиум                                 | Индианаполис, штат Индиана     | 1   | 2012                                           |
| МетЛайф Стэдиум                                   | Ист-Ратерфорд, штат Нью-Джерси | 1   | 2014                                           |
| Левайз Стэдиум                                    | Санта-Клара, штат Калифорния   | 1   | 2016                                           |
| U.S. Bank Стэдиум                                 | Миннеаполис, штат Миннесота    | 1   | 2018                                           |
| Мерседес-Бенц Стэдиум                             | Атланта, штат Джорджия         | 1   | 2019                                           |
| Лос-Анджелес Стэдиум в Голливудском парке         | Инглвуд, штат Калифорния       | 1   | 2021                                           |

Курсивом выделены стадионы, которые были разрушены
† Стадион в Станфорде, который принимал Супербоул XIX, был снесён и заменён на новый в 2006 году.
‡ Метродоум был разрушен в 2014 году
* Стадионы, на которых запланированы следующие Супербоулы